# Attié
L'attié (o akie, o akye, o atche, oatie, o athe) és una llengua kwa que parlen els attiés que viuen al sud-est de Costa d'Ivori. Hi ha entre 381.000 (1993, ethnologue) i 573.000 (joshuaproject) parlants d'attié. El seu Codi ISO 639-3 és ati i el seu codi al glottolog és atti1239.

## Família lingüística
L'attié és una llengua que està sola en un subgrup de les llengües nyos, que són llengües kwa, que formen part de la gran família de les llengües nigerocongoleses.

## Geolingüística i pobles veïns
L'attié es parla al sud-est de Costa d'Ivori. El territori attié està a les subprefectures d'Anyama, Alépé (els dos en els suburbis d'Abidjan), Adzopé, Affery, Affery, Agou i de Yakassa-Attobrou, a la regió de la Mé, que forma part del Districte de Lagunes i al sud-est del Districte dels Llacs. Segons l'ethnologue, 34.000 attiés viuen a Abidjan.
Segons el mapa lingüístic de l'ethnologue, el territori attié és una gran porció de terra a l'oest del riu Comoé, des de pocs quilòmetres al nord d'Abidjan fins a pocs quilòmetres al sud-oest d'Abengourou. A l'est els attiés limiten amb els anyins i els abures, que viuen a l'est; amb els ebriés que viuen al sud; amb els abés, que viuen a l'oest i amb els anyin morofos, que viuen al nord i al nord-oest.

## Dialectes
Els dialectes de l'attié són el bodin, el ketin i el naindin. El primer és el que té més prestigi i més parlants.

## Sociolingüística, estatus i ús de la llengua
L'attié és una llengua desenvolupada (EGIDS 5): Està estandarditzada té literatura i gaudeix d'un ús vigorós per persones de totes les edats i generacions tant en la llar com en societat en tots els àmbits tot i que no és totalment sostenible. Entre l'1 i el 5% dels ettié-parlants estan escolaritzats en la seva llengua materna. Entre el 50 i el 75% dels que estan escolaritzats en attié la tenen com a segona llengua. L'ettié s'escriu en alfabet llatí. Hi ha programes de ràdio en llengua ettié. L'ettié és parlada com a segona llengua pels betis i els mbatos.
Els ettié també parlen l'abé, l'anyin, el baule, l'ebrié, el francès (llengua oficial de Costa d'Ivori) i el jula.